# Danza sportiva ai Giochi mondiali 2022 - Breakdance maschile
La gara di breakdance maschile ai Giochi mondiali 2022 si è svolta il 10 luglio 2022 a Birmingham.

## Risultati

### Fase a gironi
Gruppo A
| Pos | Atleta                   | Vit. | Voti |
| --- | ------------------------ | ---- | ---- |
| 1   | Juan De La Torre Sanchez | 5    | 37   |
| 2   | Philip Kim               | 4    | 39   |
| 3   | Amir Zakirov             | 3    | 31   |
| 4   | Johannes Hattunen        | 0    | 1    |

Gruppo B
| Pos | Atleta                   | Vit. | Voti |
| --- | ------------------------ | ---- | ---- |
| 1   | Victor Bernudez Montalvo | 6    | 47   |
| 2   | Jeffrey Louis            | 4    | 37   |
| 3   | Luan Carlos Dos Santos   | 1    | 16   |
| 4   | Daniel Grindeland        | 1    | 8    |

Gruppo C
| Pos | Atleta             | Vit. | Voti |
| --- | ------------------ | ---- | ---- |
| 1   | Danis Civil        | 6    | 47   |
| 2   | Morris Edward Isby | 2    | 30   |
| 3   | Martinez Matias    | 2    | 16   |
| 4   | Lorenzo Caboni     | 2    | 15   |

Gruppo D
| Pos | Atleta            | Vit. | Voti |
| --- | ----------------- | ---- | ---- |
| 1   | Shigeyuki Nakarai | 6    | 52   |
| 2   | Min Hyuk Park     | 4    | 28   |
| 3   | Jonatan Caballero | 2    | 15   |
| 4   | Toa Matano        | 0    | 13   |

### Fase finale
|  | Quarti di finale         | Quarti di finale         | Quarti di finale         |                          |                   | Semifinali        | Semifinali        | Semifinali |                          |                          | Finale            | Finale            | Finale |  |
|  |                          |                          |                          |                          |                   |                   |                   |            |                          |                          |                   |                   |        |  |
|  | Jeffrey Louis            | Jeffrey Louis            | 2                        |                          |                   |                   |                   |            |                          |                          |                   |                   |        |  |
|  | Jeffrey Louis            | Jeffrey Louis            | 2                        |                          |                   |                   |                   |            |                          |                          |                   |                   |        |  |
|  | Danis Civil              | Danis Civil              | 1                        |                          |                   |                   |                   |            |                          |                          |                   |                   |        |  |
|  | Danis Civil              | Danis Civil              | 1                        |                          | Jeffrey Louis     | Jeffrey Louis     | 4                 |            |                          |                          |                   |                   |        |  |
|  |                          |                          |                          |                          | Jeffrey Louis     | Jeffrey Louis     | 4                 |            |                          |                          |                   |                   |        |  |
|  |                          |                          | Juan De La Torre Sanchez | Juan De La Torre Sanchez | 0                 |                   |                   |            |                          |                          |                   |                   |        |  |
|  | Min Hyuk Park            | Min Hyuk Park            | Juan De La Torre Sanchez | Juan De La Torre Sanchez | 0                 | 4                 |                   |            |                          |                          |                   |                   |        |  |
|  | Min Hyuk Park            | Min Hyuk Park            |                          |                          |                   |                   |                   |            |                          |                          |                   |                   |        |  |
|  | Juan De La Torre Sanchez | Juan De La Torre Sanchez | 3                        |                          |                   |                   |                   |            |                          |                          |                   |                   |        |  |
|  | Juan De La Torre Sanchez | Juan De La Torre Sanchez | 3                        |                          | Jeffrey Louis     | Jeffrey Louis     | 1                 |            |                          |                          |                   |                   |        |  |
|  |                          |                          |                          |                          |                   |                   |                   |            |                          |                          |                   |                   |        |  |
|  |                          |                          | Victor Bernudez Montalvo | Victor Bernudez Montalvo | 3                 |                   |                   |            |                          |                          |                   |                   |        |  |
|  | Philip Kim               | Philip Kim               | Victor Bernudez Montalvo | Victor Bernudez Montalvo | 3                 | 0                 |                   |            |                          |                          |                   |                   |        |  |
|  | Philip Kim               | Philip Kim               |                          |                          |                   | 0                 |                   |            |                          |                          |                   |                   |        |  |
|  | Shigeyuki Nakarai}       | Shigeyuki Nakarai}       | 2                        |                          |                   |                   |                   |            |                          |                          |                   |                   |        |  |
|  | Shigeyuki Nakarai}       | Shigeyuki Nakarai}       | 2                        |                          | Shigeyuki Nakarai | Shigeyuki Nakarai | 1                 |            |                          | Finalina 3º posto        | Finalina 3º posto | Finalina 3º posto |        |  |
|  |                          |                          |                          |                          | Shigeyuki Nakarai | Shigeyuki Nakarai | 1                 |            |                          |                          |                   |                   |        |  |
|  |                          |                          | Victor Bernudez Montalvo | Victor Bernudez Montalvo | 3                 |                   |                   |            |                          |                          |                   |                   |        |  |
|  | Morris Edward Isby       | Morris Edward Isby       | Victor Bernudez Montalvo | Victor Bernudez Montalvo | 3                 | 0                 |                   |            | Juan De La Torre Sanchez | Juan De La Torre Sanchez | 0                 |                   |        |  |
|  | Morris Edward Isby       | Morris Edward Isby       |                          |                          |                   |                   |                   |            | Juan De La Torre Sanchez | Juan De La Torre Sanchez | 0                 |                   |        |  |
|  | Victor Bernudez Montalvo | Victor Bernudez Montalvo | 2                        |                          |                   | Shigeyuki Nakarai | Shigeyuki Nakarai | 4          |                          |                          |                   |                   |        |  |